# توم سنيدون
توم سنيدون (بالإنجليزية: Tom Sneddon)‏ (22 أغسطس 1912 في المملكة المتحدة - 11 ديسمبر 1972 بلندن في المملكة المتحدة) هو مدرب كرة قدم ولاعب كرة قدم بريطاني (وحمل سابقاً جنسية المملكة المتحدة لبريطانيا العظمى وأيرلندا) في مركز الظهير. لعب مع كوين أوف ساوث ونادي روتشديل.

## وصلات خارجية
- توم سنيدون على موقع عالم كرة القدم.نت (الإنجليزية)